# Solo (Vuelta al ruedo)
Solo (Vuelta al ruedo) è un singolo del cantautore italiano Marco Mengoni, pubblicato il 2 settembre 2011 come primo estratto dal primo album in studio Solo 2.0.
La copertina dell'album, raffigurante due mani legate, è stata pubblicata dalla Sony il 24 agosto 2011. In Italia il singolo ha debuttato alla posizione numero 4, per poi scendere alla posizione 20. A dicembre 2011 il brano Solo (Vuelta al ruedo) vince il premio come Miglior Brano Rock 2011 secondo la classifica iTunes.

## Video musicale
Il videoclip è stato pubblicato il 18 settembre successivo. Secondo un sondaggio Sky il video di Solo (Vuelta al ruedo) viene giudicato miglior video dell'anno.

## Tracce
1. Solo (Vuelta al ruedo) – 4:09

## Classifiche
| Classifica (2011) | Posizione massima |
| ----------------- | ----------------- |
| Italia            | 4                 |